# سرینجه (سینجیک)
سرینجه (انگلیسی: Serince) یک منطقه مسکونی در ترکیه است که در استان آدیامان و در ناحیه سینجیک واقع شده‌است.